# Піньюань (1888)
«Піньюань» ( кит.: 平遠 - броненосець берегової оборони флоту імперії Цін, згодом «Хейен» - броненосний канонерський човен японського флоту. Брав участь в Японсько-цінській і Російсько-японської війни.

## Будівництво
Став першим і останнім великим броненосних кораблем, побудованим в імператорському Китаї (до того був побудований лише канонерський човен «Цзіньоу» водотоннажністю в 200 тонн). Закладено на початку 1883 р на верфі поблизу Фучжоу як «Лунвей». Проєкт був розроблений за допомогою французьких фахівців китайськими кораблебудівниками Вей Ханем, Чжен Цінлянем і У Дечжаном на основі закладених тоді ж у Франції броненосних канонерок типу «Ахерон» .
Після франко-китайської війни 1884-1885 рр. будівництво було перервано і відновлено тільки в грудні 1886 року - вже під наглядом німецьких експертів. В літературі згадується, що в ході будівництва «через нестачу коштів» довжина корабля була зменшена, що пішло на шкоду його обводам . Однак порівняно з прототипом «Ахероном», тоннаж «Лунвея» був навіть збільшений на третину, що робило корабель більш морехідним. У січні 1888 г. «Лунвей» був спущений на воду, а в жовтні переведений для добудови в Шанхай. Введено до складу флоту у травні 1890 року. Ім'я корабля було змінено на «Піньюань».

## Опис конструкції
Корабель мав короткий і широкий сталевий корпус з гладкою палубою, практично плоским дном і сильно заваленими бортами і розвиненою кормовою надбудовою. У центральній частині - розташовувалися бойова рубка з піднесеним переднім містком. Одна труба, одна легка щогла з малим марсом. Трюм розділений водонепроникними перегородками на кілька відсіків. Дві парові машини китайського виробництва сумарною потужністю в 2400 к. с. могли розігнати корабель тільки до 10,5 вузлів (на здавальних випробуваннях показав 12,5 вузлів).
Основне артилерійське озброєння: головний калібр становило 10,5-дюймова гармата фірми Круппа в носовому барбеті, який був додатково захищений броньовим ковпаком казаноподібної форми. На бортових спонсонах розміщувалися дві 6-дюймових круппівских гармати  (по одній на борт), укритих броньовими щитами. Таким чином всі три основних гармати корабля були здатні вести вогонь прямо по курсу. Допоміжне артилерійське озброєння становили чотири 47-міліметрових гармати і дві мітральєзи, корабель мав два надводних торпедних апарати.
Броньовий захист: вузький пояс броні з товщиною від 8 дюймів в середині до 5 дюймів на краях прикривав машинне та котельне відділення і льохи боєприпасів. Броньова палуба мала товщину у 2 дюйми. Броньовий барбет гармати головного калібру - 5 дюймів (за китайськими даними - до 12 дюймів), броньова рубка і гарматні щити - 5 дюймів.
Виходячи з завдань та загальних характеристик це був броненосець берегової оборони, проте з меншим ніж у європейських представників цього класу тоннажем та менш потужним озброєнням. У цілому «Піньюань» може бути оцінений як досить вдалий для свого часу корабель моніторного типу, який мав при невеликих розмірах і посередніх морехідних якостях значну вогневу міць і хороше бронювання. У Китаї корабель подібного водотоннажності класифікувався як крейсер (по тоннажу був порівнянний з раннім японським броненосним крейсером «Чійода» ). Однак слабкий рушій призвела до дуже скромних характеристик швидкості першого китайського великого броненосця, виділяючи його негативним чином навіть серед відносно повільних крейсерів китайського флоту. 

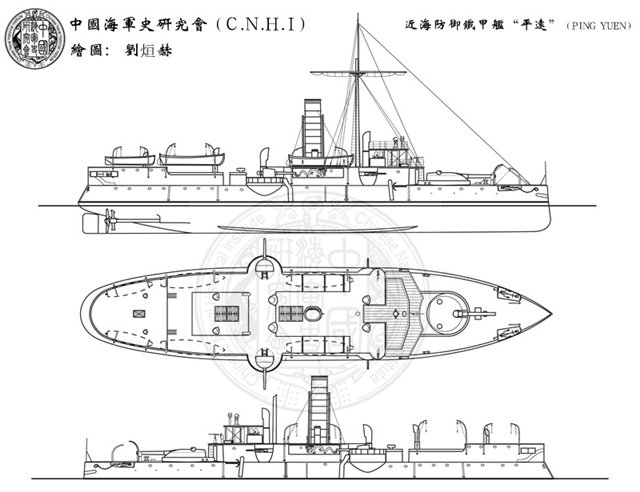

## Служба у китайському флоті
«Піньюань» офіційно увійшов до південної Фучжоуській ескадрі, проте з моменту введення в експлуатацію проходив службу при північній Бейянскіой ескадрі. З цим пов'язано перейменування корабля згідно з правилами найменування основних кораблів Бейянского флоту. Відвідував порти Кореї, в тому числі - перед самим початком час японо-китайської війни. 16 вересня 1894 в складі флоту адмірала Дін Жучана прибув до гирла Ялуцзян для супроводу транспортів з військами. Разом з канонерками, міноносцями і мінним крейсером «Гуанбін» увійшов, користуючись малою осадкою, безпосередньо в річку, щоб прикрити висадку військ. На наступний день 17 вересня 1894 р взяв участь у вирішальному морській битві.
Запізнився через свою тихохідність до початку битви. Зустрів головні сили японської ескадри адмірала Іто, коли вони вже обходили з півночі флот адмірала Діна. «Піньюань», підтримуваний «Гуанбіном» і двома міноносцями, вступив в перестрілку з флагманським японським бронепалубним 4000-тонним крейсером «Мацусіма». Артилерійська дуель двох кораблів тривала кілька хвилин на дистанції від 6,5 до 1,5 кабельтових. В 14.34 «Мацусима» отримав від «Піньюаня» влучання  в лівий борт великокаліберним снарядом, який збив торпедний апарат, пройшов через каюту і розбився без вибуху об барбет головної гармати. На японському кораблі загинуло чотири людини (розрахунок торпедистів). Якби снаряд з «Піньюаня» вибухнув, «Мацусимі» загрожував би серйозні ушкодження. У свою чергу японці повідомляли, що їм вдалося вивести з ладу крупнокаліберну гармату  китайського броненосця. Побоюючись опинитися між двох вогнів - з півдня підходили китайські броненосці «Діньюань» і «Чженьюань», адмірал Іто поспішив відійти від «Піньюаня», обходячи його справа .
Близько 14.50 «Піньюань» з «Гуанбіном» і міноносцями зустріли японське штабне судно «Сайкё-мару», яке намагалося вийти з бою. Воно змогло ухилитися від китайських кораблів, хоча і отримало від їх вогню деякі пошкодження. Надалі «Піньюань» і «Гуанбін», за словами Х. Вільсона, «прагнули непомітно триматися осторонь і брали у битві лише незначну участь» . У бою «Піньюань» постраждав набагато менше інших китайських кораблів, хоча в нього було зафіксовано 22 попадання, а 12 осіб з екіпажу були поранені. Один раз на кораблі спалахнула пожежа, але була швидко ліквідована. Після того, як до вечора японська ескадра покинула місце бою, «Піньюань» з іншими китайськими крейсерами приєднався до броненосця адмірала Діна.
В початку 1895 г. «Піньюань» був заблокований разом з Бейянской ескадрою у Вейхайвей. Брав участь в обороні бази флоту, вів вогневі дуелі з японськими флотом і береговими батареями, обстрілював японські війська на узбережжі. Після капітуляції адмірала Діна здався 14 лютого 1895 р японцям.

## Служба у японському флоті
Після включення в імператорський флот Японії перейменований в «Хейен» (японське прочитання ієрогліфів назви). Переозброєння спочатку обмежувалося гарматами малого калібру, заміненими на вісім 75-міліметрових. Пізніше дві старі 6-дюймових крупповські гармати замінили на дві Армстронга  того ж калібру, додатково поставили ще дві 120-міліметрових гармати Армстронга. Малокаліберна озброєння було знову замінено на два 47-міліметрових і шість 37-міліметрових (два одноствольних, чотири п'ятиствольних) гармат Гочкиса, а також два кулемети.
Класифікувався ув різні роки як броненосець берегової оборони, навчальний артилерійський корабель, броненосних канонерський човен. Під час Російсько-японської війни «Хейен» входив до складу 7-го бойового загону з канонерських човнів і старих гвинтових корветів. Використовувався для підтримки дій японських військ на узбережжі під час боїв за Порт-Артур, блокування підходів до російської фортеці з боку Бохайваню, катери з «Хейен» залучалися до тралення мін.
Росіяни відстежували маршрути патрулювання японських кораблів, що блокували Порт-Артур. У ніч на 16 вересня (4 вересня за юліанським стилем) 1904 у острова Айрон з міноносця «Скорий» (командир лейтенант П. М. Плен) було виставлено 16 мін. Увечері 18 вересня «Хейен» повертався після дозорної служби і в 19.45 в 1,5 милях на захід від острова Айрон наскочив на російську міну . Після підриву у районі машинного відділення корабель був приречений. Вибух стався з правого борту. Вся житлова палуба заповнена парою, електрику згасло, і в темряві нічого не було видно. Через чотири хвилини після вибуху корабель різко накренився на правий борт і потім перекинувся. Загинув командир капітан 2 рангу Асаба і 197 чоловік особового складу. Шлюпки, які спускалися, перекинулися при перекиданні корабля.